# 公式海賊盤
『公式海賊盤』（UNPLUGGED (The Official Bootleg)）は、1991年に発表されたポール・マッカートニーのライブ・アルバム。

## 解説
1991年1月25日、マッカートニーはイギリスの人気音楽番組『MTVアンプラグド』に出演。アコースティックの編成で演奏を行う本番組はロンドンのスタジオで収録された。本番組では22曲が演奏されたが、本作には17曲を厳選し収録。ビートルズ時代の楽曲を6曲、ジョン・レノンもカバーしたジーン・ヴィンセントの楽曲「ビー・バップ・ア・ルーラ」、今まで未発表だったマッカートニーの処女作「アイ・ロスト・マイ・リトル・ガール」、エルヴィス・プレスリー等が歌ったスタンダード・ナンバー「ブルー・ムーン・オブ・ケンタッキー」等、マッカートニーの馴染み深い曲が演奏されている。
マッカートニーは1991年夏に発行された会報で「多くの人が、このインフォーマルで親しみやすい雰囲気を気に入ったようだよ。僕もそうだった。実際、あまりの親密さとカジュアルさに、ちょっと驚いたよ」「次のツアーでは、アコースティック編成でやるかもしれないよ。1976年のウイングスのツアーでは、多くの人がアコースティック・セットで全員が座ったところが一番好きだと言っていたよ。アンプラグドでは、1976年に座って歌ったから立っていたんだ」と語っている。実際、1993年に開催されたツアー『The New World Tour』で一部の楽曲がアコースティックアレンジで演奏されている。
本放送で演奏されたものの、アルバムに収録されなかった5曲のうち「ミッドナイト・スペシャル」、「今日の誓い」は1993年に発売されたシングル「バイカー・ライク・アン・アイコン」のカップリングとして収録された。

## 収録曲
特記のないものは作詞/作曲ともポール・マッカートニー。
1. ビー・バップ・ア・ルーラ - Be-Bop-A-Lula （Vincent, Davis）
2. アイ・ロスト・マイ・リトル・ガール - I Lost My Little Girl
3. ヒア・ゼア・アンド・エヴリホエア - Here There and Everywhere （Lennon, McCartney）
4. ブルー・ムーン・オブ・ケッタッキー -  Blue Moon of Kentucky （Monroe）
5. 恋を抱きしめよう - We Can Work It Out （Lennon, McCartney）
6. サンフランシスコ・ベイ・ブルース - San Francisco Bay Blues （Fuller）
7. 夢の人 - I've Just Seen a Face （Lennon, McCartney）
8. エヴリナイト - Every Night
9. シーズ・ア・ウーマン - She's a Woman （Lennon, McCartney）
10. ハイヒール・スニーカーズ - Hi-Heel Sneakers （Higgenbotham）
11. アンド・アイ・ラヴ・ハー - And I Love Her （Lennon, McCartney）
12. ザット・ウッド・ビー・サムシング - That Would Be Something
13. ブラックバード - Blackbird （Lennon, McCartney）
14. エイント・ノー・サンシャイン - Ain't No Sunshine （Withers）
15. グッド・ロッキン・トゥナイト - Good Rockin' Tonight （Brown）
16. シンギング・ザ・ブルース - Singing the Blues （Endsley）
17. ジャンク - Junk

## チャート
| Chart (1991)                     | Peak position |
| -------------------------------- | ------------- |
| Australian Albums (ARIA)         | 81            |
| オランダ (MegaCharts)            | 42            |
| ノルウェー (VG-lista)            | 13            |
| スウェーデン (Sverigetopplistan) | 20            |
| スイス (Schweizer Hitparade)     | 39            |
| UK アルバムズ (OCC)              | 7             |
| US Billboard 200                 | 14            |

## クレジット
- ポール・マッカートニー - リード・ボーカル、アコースティック・ギター、ドラムス
- リンダ・マッカートニー - バッキング・ボーカル、ハーモニウム、パーカッション、シェイカー
- ヘイミッシュ・スチュアート - バッキング・ボーカル、アコースティック・ベース、アコースティック・ギター、リード・ボーカル
- ロビー・マッキントッシュ（英語版）- バッキング・ボーカル、アコースティック・ギター、ピアノ
- ポール'ウィックス'ウィッケンズ - ピアノ、アコーディオン、シェイカー、アコースティック・ベース
- ブレア・カニンガム - ドラムス、パーカッション